# Rhinolophus euryotis
Rhinolophus euryotis — вид рукокрилих родини Підковикові (Rhinolophidae).

## Поширення
Країни поширення: Індонезія (Іріан-Джая, Сулавесі), Папуа Нова Гвінея (Архіпелаг Бісмарка), Тимор-Леште. Був записаний від рівня моря до 1800 м над рівнем моря. Колонії до 1000 осіб були знайдені у вапнякових печерах, старих валах видобутку корисних копалин і старих військових тунелях. Крім того, були знайдені в мангрових заростях.

## Загрози та охорона
Здається, немає серйозних загроз для даного виду.